# امغوشن (ميضاا العليا)
امغوشن هو دُوَّار يقع بجماعة إفرني، إقليم الدريوش، جهة الشرق في المملكة المغربية. ينتمي الدوّار لمشيخة ميضاا العليا التي تضم 13 دوار. يقدر عدد سكانه بـ 149 نسمة حسب الإحصاء الرسمي للسكان والسكنى لسنة 2004.

## روابط خارجية
- البوابة الوطنية للجماعات الترابية
- المندوبية السامية للتخطيط